# Podbrodzie (gmina)
Podbrodzie (do 1929 Janiszki) – dawna gmina wiejska istniejąca do 1945 roku na obszarze woj. wileńskiego (obecnie na Litwie). Siedzibą gminy było Podbrodzie (Pabradė), które stanowiło odrębną gminę miejską.
Gmina Podbrodzie powstała 22 kwietnia 1929  w powiecie święciańskim w woj. wileńskim, w związku z przemianowaniem gminy Janiszki na Podbrodzie. Po wojnie obszar gminy Podbrodzie wszedł w struktury administracyjne Związku Radzieckiego.